# Фавероль
Фавероль (фр. Faverolles) — французская мясная порода кур. Родина фаверолей — местечко Фавероль в центре Франции. Фавероль первоначально разводили во Франции в качестве столовой породы, но теперь она преимущественная демонстрируется на выставках. Фавероль выведена на базе пород гудан, брама, кохинхин и серебристый доркинг.

## Описание внешности

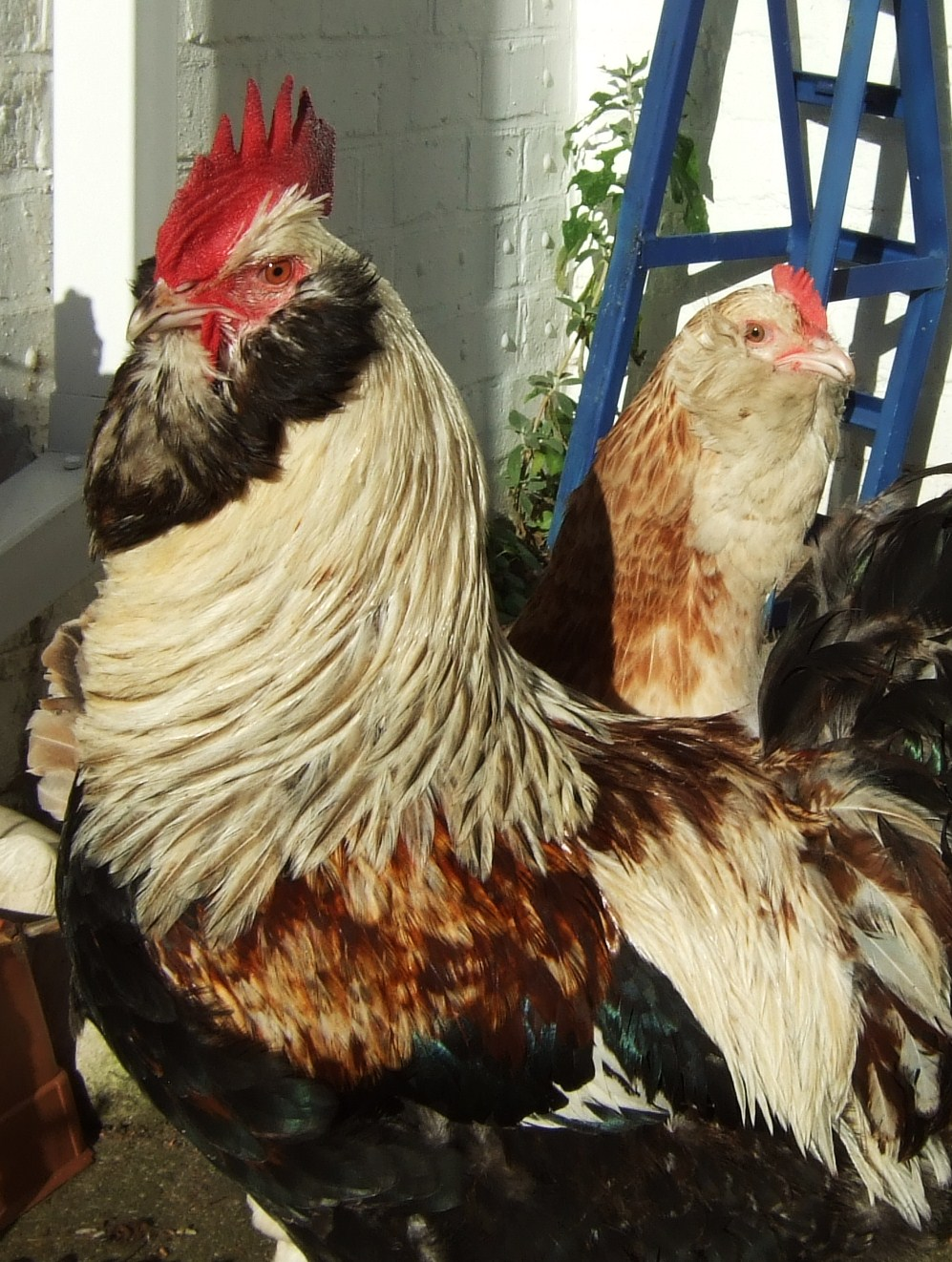

Фавероли в основном оранжево-розовых цветов, у них по пять пальцев на лапах, а также бородка и гребешок на голове. У оранжево-розовых самок хохолок преимущественно коричневого и кремово-белого оттенков.
Петухи темнее, с чёрным, коричневым и бледно-жёлтыми перьями. Существуют также другие вариации, включая белых, чёрных, пятнистых и синих. У кур этой породы, имеющих хороший слой перьев, защищающий их от зимних температур, яйца чуть более узкие чем у обычной курицы, средней величины от светло-коричневого до розоватого оттенков. Употребления фаверолей в кашруте было под вопросом из-за их отличия от обычных куриц.